# Embalse de Valdecañas
Embalse de Valdecañas är en reservoar i Spanien. Den ligger i den centrala delen av landet, 160 km väster om huvudstaden Madrid. Embalse de Valdecañas ligger 299 meter över havet. Arean är 35 kvadratkilometer. Omgivningarna runt Embalse de Valdecañas är huvudsakligen savann. Den sträcker sig 10,6 kilometer i nord-sydlig riktning, och 14,7 kilometer i öst-västlig riktning.
Följande samhällen ligger vid Embalse de Valdecañas:
- Bohonal de Ibor (546 invånare)
- Berrocalejo (118 invånare)